# Nymphula algiralis
Nymphula algiralis is een vlinder uit de familie van de grasmotten (Crambidae). De wetenschappelijke naam van de soort is voor het eerst geldig gepubliceerd in 1848 door Guenée.